# بخش پاتاگونس
بخش پاتاگونس پارتیدو (به اسپانیایی: Partido de Patagones) یک منطقهٔ مسکونی در آرژانتین است که در استان بوئنوس آیرس واقع شده‌است. بخش پاتاگونس پارتیدو ۱۳٬۵۷۰ کیلومتر مربع مساحت و ۲۷٬۹۳۸ نفر جمعیت دارد.